# Rhytidoponera incisa
Rhytidoponera incisa é uma espécie de formiga do gênero Rhytidoponera.